# Ель-Сенізо (округ Старр, Техас)
Ель-Сенізо (англ. El Cenizo) — переписна місцевість (CDP) в США, в окрузі Старр штату Техас. Населення — 273 особи (2020).

## Географія
Ель-Сенізо розташований за координатами 26°24′38″ пн. ш. 98°54′57″ зх. д. / 26.41056° пн. ш. 98.91583° зх. д. (26.410569, -98.915845).  За даними Бюро перепису населення США в 2010 році переписна місцевість мала площу 0,08 км², уся площа — суходіл.

## Демографія
Згідно з переписом 2010 року, у переписній місцевості мешкало 249 осіб у 53 домогосподарствах у складі 51 родини. Густота населення становила 3237 осіб/км².  Було 71 помешкання (923/км²).
Расовий склад населення:
| - 100,0 % — білих |

До двох чи більше рас належало 0,0 %. Частка іспаномовних становила 100,0 % від усіх жителів.
За віковим діапазоном населення розподілялося таким чином: 42,6 % — особи молодші 18 років, 52,6 % — особи у віці 18—64 років, 4,8 % — особи у віці 65 років та старші. Медіана віку мешканця становила 20,5 року. На 100 осіб жіночої статі у переписній місцевості припадало 112,8 чоловіків;  на 100 жінок у віці від 18 років та старших — 93,2 чоловіків також старших 18 років.
За межею бідності перебувало 17,5 % осіб, у тому числі 28,1 % дітей у віці до 18 років та 0,0 % осіб у віці 65 років та старших.
Цивільне працевлаштоване населення становило 183 особи. Основні галузі зайнятості: будівництво — 26,2 %, транспорт — 24,6 %, освіта, охорона здоров'я та соціальна допомога — 20,2 %.